# Hallandsloppet
Hallandsloppet är ett motionslopp som cyklas i Halland. Det finns fyra olika lopp man kan cykla: Gravel 90 kilometer, 100 kilometer, 26 kilometer och Wapnörundan (11 kilometer).

## Start/Mål
Utsiktstornet (Stendahlsvägen 2) Galgberget, Halmstad

## Historia
Första loppet hölls 1972.